# アムジャド・ラーディー
アムジャド・ラーディー（アラビア語: أمجد راضي、Amjad Radhi、1990年7月17日 - ）はイラクのプロサッカー選手。イラク・プレミアリーグのアル・クウワ・アル・ジャウウィーヤに所属するFW。サッカーイラク代表。
日本語では「アムジェド・ラディ」などと表記されることがある。

## 来歴

### クラブ
イラク国内リーグでは、2度得点王となっている。
AFCカップ2012では、9得点をあげ得点王となる活躍でクラブの準優勝に貢献した。

### 代表
ガルフカップ2014などに出場。

## 所属歴
- アル・クウワ・アル・ジャウウィーヤ 2006 - 2011
- アルビールSC　2011-2015
- アル・ラーイド 2015-2016
- アル・スムーハSC 2016
- アル・クウワ・アル・ジャウウィーヤ 2016-

## タイトル
クラブ
 アルビールSC
イラク・プレミアリーグ 1回（2011-2012）
 アル・クウワ・アル・ジャウウィーヤ・クラブ
AFCカップ2016
個人
- AFCカップ得点王 1回
  - 2012[3]
- イラク・プレミアリーグ得点王 2回
  - 2009-2010， 2012-2013